# 外崎航平
外崎 航平（とのざき こうへい、1997年6月28日 - ）は、日本の男子バレーボール選手である。

## 来歴
北海道旭川市出身。姉2人の影響で小学2年生からバレーボールを始める。
東海大学付属第四高等学校（現・東海大学付属札幌高等学校）、東海大学を経て、2019-20シーズン、V.LEAGUE DIVISION2 MEN（V2男子）に所属するヴィアティン三重の内定選手となった。
2020年、大学卒業後に、ヴィアティン三重に入団した。入団1シーズン目となる2020-21シーズンにV2男子の試合に出場し、Vリーグデビューを果たした。
2022年、地元のチームであるヴォレアス北海道よりオファーがあり、同年7月に開催された第72回中部日本6人制バレーボール総合男女決勝大会終了後、同チームに移籍した。
2022-23シーズン、ヴォレアスでも多くの試合に出場し、チームのV2男子優勝とV1昇格に貢献した。
2023-24シーズン、V1男子の試合に出場し、V1デビューを果たした。

## 所属チーム
- 東海大学付属第四高等学校（2013-2016年）
- 東海大学（2016-2020年）
- ヴィアティン三重（2020-2022年）
- ヴォレアス北海道（2022年-）